# Rafin Wada
Rafin Wada (auch: Rwafin Wada) ist ein Dorf in der Landgemeinde Guidan Sori in Niger.

## Geographie
Das Dorf befindet sich rund 35 Kilometer nordwestlich des Hauptorts Guidan Sori der gleichnamigen Landgemeinde, die zum Departement Guidan Roumdji in der Region Maradi gehört. Zu den Siedlungen in der näheren Umgebung von Rafin Wada zählen Kabra im Südosten und Guidan Alkali im Südwesten.
Rafin Wada ist Teil der Übergangszone zwischen Sahel und Sudan. Die durchschnittliche jährliche Niederschlagsmenge beträgt hier zwischen 400 und 500 mm. Die Mare de Rafin Wada ist der einzige permanente See im Departement Guidan Roumdji.

## Bevölkerung
Bei der Volkszählung 2012 hatte Rafin Wada 2601 Einwohner, die in 250 Haushalten lebten. Bei der Volkszählung 2001 betrug die Einwohnerzahl 1802 in 223 Haushalten und bei der Volkszählung 1988 belief sich die Einwohnerzahl auf 1453 in 176 Haushalten.
Im Dorf leben Angehörige der ethnischen Gruppe der Hausa. Die Bevölkerungsdichte in diesem Gebiet ist für nigrische Verhältnisse hoch.

## Wirtschaft und Infrastruktur
Auf den sandigen Anhöhen und in den sandig-tonhaltigen Niederungen bei Rafin Wada werden zwanzig verschiedene Hirsesorten angebaut. Das Dorf liegt im weitläufigen Weideland zwischen den Trockentälern Goulbin Kaba und Goulbi de Maradi, das traditionellerweise in der Trockenzeit von nomadischen Fulbe- und Wodaabe-Viehzüchtern aufgesucht wird. Es gibt eine Schule im Ort.